# Grupo Globo
Grupo Globo, precedentemente e ancora legalmente noto come Organizações Globo, è un conglomerato di società brasiliane con sede a Rio de Janeiro, in Brasile, concentrate in particolare nel settore dei media e della comunicazione, presenti inoltre nei mercati finanziari e immobiliari, e nell'industria alimentare.
Fondato nel 1925 da Irineu Marinho, è il più grande gruppo mediatico dell'America Latina e uno dei più grandi conglomerati mediatici del mondo.
Le attività del Grupo Globo comprendono trasmissioni via etere, produzione televisiva e cinematografica, servizi di abbonamento alla televisione a pagamento, streaming multimediale, editoria e servizi online. Le sue principali proprietà includono la rete televisiva di punta TV Globo; l'unità di contenuti televisivi a pagamento Canais Globo, composta da reti televisive via cavo come GloboNews, GNT, Multishow, SporTV, Viva, Gloob e la rete cinematografica premium Telecine; la casa di produzione cinematografica Globo Filmes; l'operatore radio Sistema Globo de Rádio; la pubblicazione di periodici e quotidiani con Editora Globo e Infoglobo; e il servizio di streaming Globoplay.
Il Grupo Globo si impegna anche in attività di venture capital attraverso Globo Ventures ed è il principale sostenitore della Fondazione Roberto Marinho.

## Storia
Grupo Globo nacquee nel 1925 con la pubblicazione del giornale pomeridiano A Noite, fondato e diretto da Irineu Marinho a Rio de Janeiro. Dopo il successo di A Noite, Marinho fondò sempre nel 1925 un secondo giornale, O Globo, creato per competere con altri giornali come Correio da Manhã, Il Paiz, Diario Carioca. Con la morte improvvisa di Irineu Marinho, avvenuta poche settimane dopo, suo figlio Roberto Marinho diventò direttore della società. Lavorando attivamente nel settore dei media, Roberto Marinho decise di investire in altri settori e lanciò Radio Globo nel 1944. Tuttavia l'azienda diventò riconoscibile a livello nazionale solo dopo il lancio di Rede Globo (ora nota come TV Globo), nel 1965 la seconda rete televisiva commerciale più grande del mondo.
Nel 1985 Roberto Marinho acquisì l'emittente italo-monegasca Telemontecarlo e la possedette fino al 1994, anno in cui il gruppo fu ceduto a Vittorio Cecchi Gori. Nel 2006 nacque il portale di notizie G1.
Dopo la morte di Roberto Marinnho, Grupo Globo è stato gestito dai suoi figli: Roberto Irineu Marinho, João Roberto Marinho e José Roberto Marinho. Nel maggio 2013, uno studio pubblicato dall'agenzia ZenithOptimedia ha mostrato che Globo occupava il 17º posto in una lista dei principali proprietari di media globali. Era la prima volta che l'azienda appariva in questa classifica.  Questa graduatoria è rimasta anche nel 2015, ma nel 2017 la società è scesa al 19º posto e nel giugno dello stesso anno Grupo Globo ha firmato un accordo di joint venture con Vice Media.

## Proprietà

### Televisione in chiaro
- TV Globo[13]

Logo di Globo Comunicação e Participações S.A., una divisione del Grupo Globo in uso dal 2024. Viene utilizzato anche come logo alternativo del Grupo Globo per determinati scopi.

- SATHD Regionale (TVRO Star One Brasile e Sky Brasile)
- 26 TV Globo O stazioni e televisione affiliate (Proprietario da SATHD Regional)
- TV Globo (parabólica digital) (Proprietario di SATHD Regional)
- Futura (Proprietario di TV Globo e SATHD Regional)

### Televisione a pagamento
- Canais Globo (Società fondata nel 2020 incorporata in Globo)
  - BIS
  - Canale OFF
  - Combate
  - GloboNotizie
  - Gloob
  - Gloobinho
  - GNT
  - Megapix
  - Modo Viagem
  - Playboy TV
  - Prima
  - Rede Telecine
  - Sextreme
  - Sexy Hot
  - SporTV Plus
  - Venere
  - Viva
- NBCUniversal International Networks Brasil (joint-venture con Comcast/NBCUniversal)
  - TV universale
  - Studio Universale
  - Rete USA
  - DreamWorks
- TV Globo Internacional
- Globosat Comercialização de Conteúdos (G2C)

### Radio
- Sistema Globo de Rádio
  - BH FM
  - CBN
    - 40 stazioni di proprietà e affiliate

  - Rádio Globo
  - Suono!

### Internet
- Globo.com[14]
  - G1
  - Ge.globo
  - Gshow

### Libri, giornali e riviste
- Editora Globo
- Edições Globo Condé Nast
- Infoglobo
  - Extra
  - O Globo
  - Valor Econômico

### Altre società
- Globo Filmes
- Globoplay

### Proprietà precedenti
- Som Livre (acquisito da Sony Music nell'aprile 2021)[16]
- SKY Brasil (Vrio Corp. ha acquisito la quota del 7% di Grupo Globo)
- ZAP Viva Real Group (acquisito da OLX)
- TeleMonteCarlo (1985-1994, acquisita da Vittorio Cecchi Gori)
- Rete 4 (acquisita da Mediaset)
- Globo Records (filiale italiana di Som Livre)